# Русивель
Русивель (укр. Русивель) — село, входит в Гощанскую поселковую общину Ровненского района Ровненской области Украины.
Население по переписи 2001 года составляло 763 человека. Почтовый индекс — 35452. Телефонный код — 3650. Код КОАТУУ — 5621287110.

## История
В 1946 г. Указом Президиума ВС УССР село Русивель переименовано в Сенное.
В 1992 г. селу Сенное возвращено историческое название Русивель.